# Minnesota Vikings 2014
La stagione 2014 dei Minnesota Vikings fu la 54ª della franchigia nella National Football League, e sia la 1ª giocata al TCF Bank Stadium che la 1ª con Mike Zimmer come capo allenatore.

## Offseason 2014
| Draft NFL 2014   |                  |                  |                                                                                             |                                                                                             |                                                                                             |                                                                                             |                                                                                             |
| Ordine del Draft | Ordine del Draft | Ordine del Draft | Giocatore                                                                                   | Ruolo                                                                                       | College                                                                                     | Contratto                                                                                   | Note                                                                                        |
| Giro             | Scelta           | Generale         | Giocatore                                                                                   | Ruolo                                                                                       | College                                                                                     | Contratto                                                                                   | Note                                                                                        |
| 1                | 8                | 8                | Scambiata con i Cleveland Browns[a]                                                         | Scambiata con i Cleveland Browns[a]                                                         | Scambiata con i Cleveland Browns[a]                                                         | Scambiata con i Cleveland Browns[a]                                                         |                                                                                             |
| 1                | 9                | 9                | Anthony Barr                                                                                | OLB                                                                                         | UCLA                                                                                        | 4 anni a 12,74 milioni $                                                                    | dai Bills via Browns[a]                                                                     |
| 1                | 32               | 32               | Teddy Bridgewater                                                                           | QB                                                                                          | Louisville                                                                                  | 4 anni a 6,85 milioni $                                                                     | dai Seahawks[b]                                                                             |
| 2                | 8                | 40               | Scambiata con i Seattle Seahawks[b]                                                         | Scambiata con i Seattle Seahawks[b]                                                         | Scambiata con i Seattle Seahawks[b]                                                         | Scambiata con i Seattle Seahawks[b]                                                         |                                                                                             |
| 3                | 8                | 72               | Scott Crichton                                                                              | DE                                                                                          | Oregon                                                                                      | 4 anni a 3 milioni $                                                                        |                                                                                             |
| 3                | 32               | 96               | Jerick McKinnon                                                                             | RB                                                                                          | Georgia Southern                                                                            | 4 anni a 2,75 milioni $                                                                     | dai Seahawks[c]                                                                             |
| 4                | 8                | 108              | Scambiata con i Seattle Seahawks[b]                                                         | Scambiata con i Seattle Seahawks[b]                                                         | Scambiata con i Seattle Seahawks[b]                                                         | Scambiata con i Seattle Seahawks[b]                                                         |                                                                                             |
| 5                | 5                | 145              | David Yankey                                                                                | OG                                                                                          | Stanford                                                                                    | 4 anni a 2,42 milioni $                                                                     | dai Browns[a]                                                                               |
| 5                | 8                | 148              | Scambiata con i Carolina Panthers[d]                                                        | Scambiata con i Carolina Panthers[d]                                                        | Scambiata con i Carolina Panthers[d]                                                        | Scambiata con i Carolina Panthers[d]                                                        |                                                                                             |
| 5                | 28               | 168              | Scambiata con gli Atlanta Falcons[e]                                                        | Scambiata con gli Atlanta Falcons[e]                                                        | Scambiata con gli Atlanta Falcons[e]                                                        | Scambiata con gli Atlanta Falcons[e]                                                        | dai Panthers[d]                                                                             |
| 6                | 6                | 182              | Antone Exum                                                                                 | CB                                                                                          | Virginia Tech                                                                               | 4 anni a 2,34 milioni $                                                                     | dai Falcons[e]                                                                              |
| 6                | 8                | 184              | Kendall James                                                                               | CB                                                                                          | Maine                                                                                       | 4 anni a 2,33 milioni $                                                                     |                                                                                             |
| 7                | 5                | 220              | Shamar Stephen                                                                              | DT                                                                                          | Connecticut                                                                                 | 4 anni a 2,28 milioni $                                                                     | dai Falcons[e]                                                                              |
| 7                | 8                | 223              | Brandon Watts                                                                               | LB                                                                                          | Georgia Tech                                                                                | 4 anni a 2,28 milioni $                                                                     |                                                                                             |
| 7                | 10               | 225              | Jabari Price                                                                                | CB                                                                                          | North Carolina                                                                              | 4 anni a 2,28 milioni $                                                                     | dai Giants via Panthers[d]                                                                  |
| Legenda          | Legenda          | Legenda          | Ha superato i tagli a roster Ha partecipato ad almeno un Pro Bowl in carriera Hall of Famer | Ha superato i tagli a roster Ha partecipato ad almeno un Pro Bowl in carriera Hall of Famer | Ha superato i tagli a roster Ha partecipato ad almeno un Pro Bowl in carriera Hall of Famer | Ha superato i tagli a roster Ha partecipato ad almeno un Pro Bowl in carriera Hall of Famer | Ha superato i tagli a roster Ha partecipato ad almeno un Pro Bowl in carriera Hall of Famer |

Note:
- [a] I Browns scambiarono le loro scelte nel 1º giro (9ª assoluta, ricevuta dai Bills) e 5º giro (145ª assoluta) del Draft NFL 2014 con i Vikings in cambio della scelta nel 1º giro (8ª assoluta) del Draft NFL 2014 di questi ultimi.
- [b] I Seahawks scambiarono la loro scelta nel 1º giro (32ª assoluta) del Draft NFL 2014 con i Vikings in cambio delle scelte nel 2º giro (40ª assoluta) e 4º giro (108ª assoluta) del Draft NFL 2014 di questi ultimi.
- [c] I Seahawks scambiarono la loro scelta nel 3º giro e le loro scelte nel 1º giro (25ª assoluta) e 7º giro (214ª assoluta) del Draft NFL 2013 con i Vikings in cambio del WR Percy Harvin.
- [d] I Panthers scambiarono le loro scelte nel 5º giro (168ª assoluta) e 7º giro (225ª assoluta, ricevuta dai Giants) del Draft NFL 2014 con i Vikings in cambio della scelta nel 5º giro (148ª assoluta) del Draft NFL 2014 di questi ultimi.
- [e] I Falcons scambiarono le loro scelte nel 6º giro (182ª assoluta) e 7º giro (220ª assoluta) del Draft NFL 2014 con i Vikings in cambio della scelta nel 6º giro (182ª assoluta, ricevuta dai Panthers) del Draft NFL 2014 di questi ultimi.

| Giocatore     | Ruolo | College               | Contratto               | Giocatore          | Ruolo | College          | Contratto               |
| ------------- | ----- | --------------------- | ----------------------- | ------------------ | ----- | ---------------- | ----------------------- |
| Conor Boffeli | OG    | Iowa                  | svincolato il 19 maggio | A.C. Leonard       | TE    | Tennessee State  | svincolato il 6 agosto  |
| Pierce Burton | OT    | Mississippi           | svincolato il 25 agosto | Erik Lora          | WR    | Eastern Illinois | svincolato il 25 agosto |
| Kain Colter   | WR    | Northwestern          | svincolato il 30 agosto | Travis Partridge   | QB    | Missouri Western | svincolato il 19 maggio |
| Rakim Cox     | DE    | Villanova             | svincolato il 4 agosto  | Antonio Richardson | OT    | Tennessee        | 3 anni a 1,53 milioni $ |
| Isame Faciane | DT    | Florida International | svincolato il 30 agosto | Tyler Scott        | DE    | Northwestern     | svincolato il 25 agosto |
| Donte Foster  | WR    | Ohio                  | svincolato il 30 agosto | Jake Snyder        | DE    | Virginia         | svincolato il 25 agosto |
| Matt Hall     | OT    | Belhaven              | svincolato il 25 luglio | Dominique Williams | RB    | Wagner           | svincolato il 30 agosto |
| Zac Kerin     | C     | Toledo                | svincolato il 30 agosto | Austin Wentworth   | OT    | Fresno State     | svincolato il 31 agosto |

| Principali movimenti di mercato |                                                                                 |                                                                                 |                                                                                 |                                                                                 |                                                                                 |                                                                                 |                                                                                 |                                                                                 |                                                                                 |
| Rinnovi/Arrivi                  | Rinnovi/Arrivi                                                                  | Rinnovi/Arrivi                                                                  | Rinnovi/Arrivi                                                                  | Rinnovi/Arrivi                                                                  | Rilasci/Partenze                                                                | Rilasci/Partenze                                                                | Rilasci/Partenze                                                                | Rilasci/Partenze                                                                | Rilasci/Partenze                                                                |
| Data                            | Giocatore                                                                       | Ruolo                                                                           | Squadra di provenienza                                                          | Contratto                                                                       | Data                                                                            | Giocatore                                                                       | Ruolo                                                                           | Nuova squadra                                                                   | Contratto                                                                       |
| 7 marzo 2014                    | Marcus Sherels                                                                  | CB                                                                              | Minnesota Vikings                                                               | 2 anni a 2,2 milioni $                                                          | 7 febbraio 2014                                                                 | Erin Henderson                                                                  | MLB                                                                             |                                                                                 |                                                                                 |
| 11 marzo 2014                   | Matt Cassel                                                                     | QB                                                                              | Minnesota Vikings                                                               | 2 anni a 10,5 milioni $                                                         | 5 marzo 2014                                                                    | John Carlson                                                                    | TE                                                                              | Arizona Cardinals                                                               | 2 anni a 4,65 milioni $                                                         |
| 11 marzo 2014                   | Everson Griffen                                                                 | DE                                                                              | Minnesota Vikings                                                               | 5 anni a 42,5 milioni $                                                         | 6 marzo 2014                                                                    | Letroy Guion                                                                    | DT                                                                              | Green Bay Packers                                                               | 1 anno a 985.000 $                                                              |
| 12 marzo 2014                   | Jasper Brinkley                                                                 | MLB                                                                             | Arizona Cardinals                                                               | 1 anno a 830.000 $                                                              | 11 marzo 2014                                                                   | Desmond Bishop                                                                  | OLB                                                                             | Arizona Cardinals                                                               | 1 anno a 730.000 $                                                              |
| 12 marzo 2014                   | Linval Joseph                                                                   | DT                                                                              | New York Giants                                                                 | 5 anni a 31,5 milioni $                                                         | 11 marzo 2014                                                                   | Marvin Mitchell                                                                 | OLB                                                                             |                                                                                 |                                                                                 |
| 12 marzo 2014                   | Joe Berger                                                                      | OG                                                                              | Minnesota Vikings                                                               | 1 anno a 920.000 $                                                              | 12 marzo 2014                                                                   | Toby Gerhart                                                                    | RB                                                                              | Jacksonville Jaguars                                                            | 3 anni a 10,5 milioni $                                                         |
| 13 marzo 2014                   | Captain Munnerlyn                                                               | CB                                                                              | Carolina Panthers                                                               | 3 anni a 11,25 milioni $                                                        | 14 marzo 2014                                                                   | Chris Cook                                                                      | CB                                                                              | San Francisco 49ers                                                             | 1 anno a 730.000 $                                                              |
| 15 marzo 2014                   | Charlie Johnson                                                                 | OG                                                                              | Minnesota Vikings                                                               | 2 anni a 5 milioni $                                                            | 21 marzo 2014                                                                   | Joe Webb                                                                        | QB                                                                              | Carolina Panthers                                                               | 1 anno a 795.000 $                                                              |
| 20 marzo 2014                   | Tom Johnson                                                                     | DT                                                                              | New Orleans Saints                                                              | 1 anno a 845.000 $                                                              | 26 marzo 2014                                                                   | Jared Allen                                                                     | DE                                                                              | Chicago Bears                                                                   | 4 anni a 32 milioni $                                                           |
| 21 marzo 2014                   | Corey Wootton                                                                   | DE                                                                              | Chicago Bears                                                                   | 1 anno a 1,5 milioni $                                                          | 16 aprile 2014                                                                  | Josh Freeman                                                                    | QB                                                                              | New York Giants                                                                 | 1 anno a 795.000 $                                                              |
| 27 luglio 2014                  | Kyle Rudolph                                                                    | TE                                                                              | Minnesota Vikings                                                               | 5 anni a 36,5 milioni $                                                         | 16 aprile 2014                                                                  | Kevin Williams                                                                  | DT                                                                              | Seattle Seahawks                                                                | 1 anno a 2 milioni $                                                            |
| 31 agosto 2014                  | Mike Harris                                                                     | OT                                                                              | San Diego Chargers                                                              | 3 anni a 1,48 milioni $                                                         | 18 settembre 2014                                                               | Jerome Simpson                                                                  | WR                                                                              |                                                                                 |                                                                                 |
| 6 settembre 2014                | Brandon Fusco                                                                   | OG                                                                              | Minnesota Vikings                                                               | 5 anni a 25 milioni $                                                           |                                                                                 |                                                                                 |                                                                                 |                                                                                 |                                                                                 |
| Legenda                         | Free agent Rinnovato Svincolato Scambiato Prelevato dalla squadra d'allenamento | Free agent Rinnovato Svincolato Scambiato Prelevato dalla squadra d'allenamento | Free agent Rinnovato Svincolato Scambiato Prelevato dalla squadra d'allenamento | Free agent Rinnovato Svincolato Scambiato Prelevato dalla squadra d'allenamento | Free agent Rinnovato Svincolato Scambiato Prelevato dalla squadra d'allenamento | Free agent Rinnovato Svincolato Scambiato Prelevato dalla squadra d'allenamento | Free agent Rinnovato Svincolato Scambiato Prelevato dalla squadra d'allenamento | Free agent Rinnovato Svincolato Scambiato Prelevato dalla squadra d'allenamento | Free agent Rinnovato Svincolato Scambiato Prelevato dalla squadra d'allenamento |

## Partite

### Pre-stagione
Il 9 aprile i Vikings svelarono ufficialmente il calendario della pre-stagione. I Vikings aprirono la campagna prestagionale in casa contro gli Oakland Raiders e gli Arizona Cardinals per poi disputare gli ultimi due incontri del mese di amichevoli all'Arrowhead Stadium di Kansas City contro i Chiefs ed all'LP Field di Nashville contro i Tennessee Titans.
| Calendario |                                            |                                            |                                            |                                            |                                            |                                            |                                            |                                            |                                            |
| Settimana  | Data                                       | Ora (CDT)                                  | Avversario                                 | Risultato                                  | Stadio                                     | Spettatori                                 | Record                                     | TV                                         | Tabellino                                  |
| 1          | 8 agosto                                   | 7:00 p.m.                                  | Oakland Raiders                            | V 10-6                                     | TCF Bank Stadium                           | 51.752                                     | 1-0                                        | KARE-11                                    | Recap                                      |
| 2          | 16 agosto                                  | 7:30 p.m.                                  | Arizona Cardinals                          | V 30-28                                    | TCF Bank Stadium                           | 51.763                                     | 2-0                                        | KARE-11                                    | Recap                                      |
| 3          | 23 agosto                                  | 7:00 p.m.                                  | Kansas City Chiefs                         | V 30-12                                    | Arrowhead Stadium                          | 73.442                                     | 3-0                                        | KARE-11                                    | Recap                                      |
| 4          | 28 agosto                                  | 7:00 p.m.                                  | Tennessee Titans                           | V 19-3                                     | LP Field                                   | 69.143                                     | 4-0                                        | KARE-11                                    | Recap                                      |
| Note       | Gli incontri in trasferta sono in corsivo. | Gli incontri in trasferta sono in corsivo. | Gli incontri in trasferta sono in corsivo. | Gli incontri in trasferta sono in corsivo. | Gli incontri in trasferta sono in corsivo. | Gli incontri in trasferta sono in corsivo. | Gli incontri in trasferta sono in corsivo. | Gli incontri in trasferta sono in corsivo. | Gli incontri in trasferta sono in corsivo. |

### Stagione regolare
Il 30 dicembre 2013 furono annunciati gli avversari da incontrare nel corso della stagione regolare, mentre il calendario completo venne annunciato al pubblico il 23 aprile 2014.
| Calendario | | | | | | | | | |
| Settimana  | Data | Ora (CDT) | Avversario | Risultato | Stadio | Spettatori | Record | TV | Tabellino |
| 1          | 7 settembre | 12:00 p.m. | St. Louis Rams | V 34-6 | Edward Jones Dome | 55.919 | 1-0 | Fox | Recap |
| 2          | 14 settembre | 12:00 p.m. | New England Patriots | P 7-30 | TCF Bank Stadium | 52.350 | 1-1 | CBS | Recap |
| 3          | 21 settembre | 12:00 p.m. | New Orleans Saints | P 9-20 | Mercedes-Benz Superdome | 73.005 | 1-2 | Fox | Recap |
| 4          | 28 settembre | 3:25 p.m. | Atlanta Falcons | V 41-28 | TCF Bank Stadium | 52.173 | 2-2 | Fox | Recap |
| 5          | 7 novembre | 7:25 p.m. | Green Bay Packers | P 10-42 | Lambeau Field | 78.054 | 2-3 | NFLN[a] | Recap |
| 6          | 12 ottobre | 12:00 p.m. | Detroit Lions | P 3-17 | TCF Bank Stadium | 52.213 | 2-4 | Fox | Recap |
| 7          | 19 ottobre | 12:00 p.m. | Buffalo Bills | P 16-17 | Ralph Wilson Stadium | 68.477 | 2-5 | Fox | Recap |
| 8          | 26 ottobre | 12:00 p.m. | Tampa Bay Buccaneers | V 19-13 DTS | Raymond James Stadium | 56.577 | 3-5 | Fox | Recap |
| 9          | 2 novembre | 12:00 p.m. | Washington Redskins | V 29-26 | TCF Bank Stadium | 52.252 | 4-5 | Fox | Recap |
| 10         | Riposo | Riposo | Riposo | Riposo | Riposo | Riposo | Riposo | Riposo | Riposo |
| 11         | 16 novembre | 12:00 p.m. | Chicago Bears | P 13-21 | Soldier Field | 61.792 | 4-6 | CBS | Recap |
| 12         | 23 novembre | 12:00 p.m. | Green Bay Packers | P 21-24 | TCF Bank Stadium | 52.386 | 4-7 | Fox | Recap |
| 13         | 30 novembre | 12:00 p.m. | Carolina Panthers | V 31-13 | TCF Bank Stadium | 52.016 | 5-7 | Fox | Recap |
| 14         | 7 dicembre | 12:00 p.m. | New York Jets | V 30-24 DTS | TCF Bank Stadium | 52.152 | 6-7 | CBS | Recap |
| 15         | 14 dicembre | 3:25 p.m. | Detroit Lions | V 14-16 | Ford Field | 62.490 | 6-8 | Fox | Recap |
| 16         | 21 dicembre | 12:00 p.m. | Miami Dolphins | P 35-37 | Sun Life Stadium | 66.203 | 6-9 | Fox | Recap |
| 17         | 28 dicembre | 12:00 p.m. | Chicago Bears | V 13-9 | TCF Bank Stadium | 52,364 | 7-9 | Fox | Recap |
| Note       | [a] Incontro trasmesso in simulcast dalla CBS. Gli avversari della propria division sono in grassetto. Gli incontri in trasferta sono in corsivo. | [a] Incontro trasmesso in simulcast dalla CBS. Gli avversari della propria division sono in grassetto. Gli incontri in trasferta sono in corsivo. | [a] Incontro trasmesso in simulcast dalla CBS. Gli avversari della propria division sono in grassetto. Gli incontri in trasferta sono in corsivo. | [a] Incontro trasmesso in simulcast dalla CBS. Gli avversari della propria division sono in grassetto. Gli incontri in trasferta sono in corsivo. | [a] Incontro trasmesso in simulcast dalla CBS. Gli avversari della propria division sono in grassetto. Gli incontri in trasferta sono in corsivo. | [a] Incontro trasmesso in simulcast dalla CBS. Gli avversari della propria division sono in grassetto. Gli incontri in trasferta sono in corsivo. | [a] Incontro trasmesso in simulcast dalla CBS. Gli avversari della propria division sono in grassetto. Gli incontri in trasferta sono in corsivo. | [a] Incontro trasmesso in simulcast dalla CBS. Gli avversari della propria division sono in grassetto. Gli incontri in trasferta sono in corsivo. | [a] Incontro trasmesso in simulcast dalla CBS. Gli avversari della propria division sono in grassetto. Gli incontri in trasferta sono in corsivo. |

## Classifiche

### Conference
| Classifica della NFC 2014                                | Classifica della NFC 2014 | Classifica della NFC 2014 | Classifica della NFC 2014 | Classifica della NFC 2014 | Classifica della NFC 2014 | Classifica della NFC 2014 | Classifica della NFC 2014 | Classifica della NFC 2014 | Classifica della NFC 2014 | Classifica della NFC 2014 | Classifica della NFC 2014 | Classifica della NFC 2014 |
| #                                                        | Squadra                   | Division                  | V                         | S                         | P                         | %                         | DIV                       | CONF                      | PF                        | PS                        | D                         | STR                       |
| -------------------------------------------------------- | ------------------------- | ------------------------- | ------------------------- | ------------------------- | ------------------------- | ------------------------- | ------------------------- | ------------------------- | ------------------------- | ------------------------- | ------------------------- | ------------------------- |
| Vincitori delle division                                 |                           |                           |                           |                           |                           |                           |                           |                           |                           |                           |                           |                           |
| 1                                                        | xyz* – Seattle Seahawks   | West                      | 12                        | 4                         | 0                         | 75%                       | 5–1                       | 10–2                      | 394                       | 254                       | 140                       | V-6                       |
| 2                                                        | xyz – Green Bay Packers   | North                     | 12                        | 4                         | 0                         | 75%                       | 5–1                       | 9–3                       | 486                       | 348                       | 138                       | V-2                       |
| 3                                                        | xy – Dallas Cowboys       | East                      | 12                        | 4                         | 0                         | 75%                       | 4–2                       | 8–4                       | 467                       | 352                       | 115                       | V-4                       |
| 4                                                        | xy - Carolina Panthers    | South                     | 7                         | 8                         | 1                         | 46,9%                     | 4–2                       | 6–6                       | 339                       | 374                       | –25                       | V-4                       |
| Wild Card                                                |                           |                           |                           |                           |                           |                           |                           |                           |                           |                           |                           |                           |
| 5                                                        | xw – Arizona Cardinals    | West                      | 11                        | 5                         | 0                         | 68,8%                     | 3–3                       | 8–4                       | 310                       | 299                       | 11                        | P-2                       |
| 6                                                        | xw – Detroit Lions        | North                     | 11                        | 5                         | 0                         | 68,8%                     | 5–1                       | 9–3                       | 301                       | 268                       | 33                        | P-1                       |
| Non qualificate per i playoff                            |                           |                           |                           |                           |                           |                           |                           |                           |                           |                           |                           |                           |
| 7                                                        | Philadelphia Eagles       | East                      | 10                        | 6                         | 0                         | 60%                       | 4–2                       | 6–6                       | 474                       | 400                       | 74                        | V-1                       |
| 8                                                        | San Francisco 49ers       | West                      | 8                         | 8                         | 0                         | 50%                       | 2–4                       | 7–5                       | 306                       | 340                       | –34                       | V-1                       |
| 9                                                        | New Orleans Saints        | South                     | 7                         | 9                         | 0                         | 43,8%                     | 3–3                       | 6–6                       | 401                       | 424                       | –23                       | V-1                       |
| 10                                                       | Minnesota Vikings         | North                     | 7                         | 9                         | 0                         | 43,8%                     | 1–5                       | 6–6                       | 325                       | 343                       | –18                       | V-1                       |
| 11                                                       | New York Giants           | East                      | 6                         | 10                        | 0                         | 37,5%                     | 2–4                       | 4–8                       | 380                       | 400                       | –20                       | P-1                       |
| 12                                                       | Atlanta Falcons           | South                     | 6                         | 10                        | 0                         | 37,5%                     | 5–1                       | 6–6                       | 381                       | 417                       | –36                       | P-1                       |
| 13                                                       | St. Louis Rams            | West                      | 6                         | 10                        | 0                         | 37,5%                     | 2–4                       | 4–8                       | 324                       | 354                       | –30                       | P-3                       |
| 14                                                       | Chicago Bears             | North                     | 5                         | 11                        | 0                         | 31,3%                     | 1–5                       | 4–8                       | 319                       | 442                       | –123                      | P-5                       |
| 15                                                       | Washington Redskins       | East                      | 4                         | 12                        | 0                         | 25%                       | 2–4                       | 2–10                      | 301                       | 438                       | –137                      | P-1                       |
| 16                                                       | Tampa Bay Buccaneers      | South                     | 2                         | 14                        | 0                         | 12,5%                     | 0–6                       | 1–11                      | 277                       | 410                       | –133                      | P-6                       |
| Legenda                                                  |                           |                           |                           |                           |                           |                           |                           |                           |                           |                           |                           |                           |
| w — Qualificata ai playoff come wild card                |                           |                           |                           |                           |                           |                           |                           |                           |                           |                           |                           |                           |
| x — Qualificata ai playoff                               |                           |                           |                           |                           |                           |                           |                           |                           |                           |                           |                           |                           |
| y — Vincitrice della division                            |                           |                           |                           |                           |                           |                           |                           |                           |                           |                           |                           |                           |
| z — Qualificata direttamente al secondo turno di playoff |                           |                           |                           |                           |                           |                           |                           |                           |                           |                           |                           |                           |
| * — Vantaggio del fattore campo nei playoff              |                           |                           |                           |                           |                           |                           |                           |                           |                           |                           |                           |                           |

### Division
| Classifica della NFC North Division 2014 | Classifica della NFC North Division 2014 | Classifica della NFC North Division 2014 | Classifica della NFC North Division 2014 | Classifica della NFC North Division 2014 | Classifica della NFC North Division 2014 | Classifica della NFC North Division 2014 | Classifica della NFC North Division 2014 | Classifica della NFC North Division 2014 | Classifica della NFC North Division 2014 | Classifica della NFC North Division 2014 | Classifica della NFC North Division 2014 | Classifica della NFC North Division 2014 | Classifica della NFC North Division 2014 | Classifica della NFC North Division 2014 | Classifica della NFC North Division 2014 | Classifica della NFC North Division 2014 | Classifica della NFC North Division 2014 |
|                                          | V                                        | P                                        | N                                        | PCT                                      | DIV                                      | DIV PCT                                  | CONF                                     | CONF PCT                                 | NON CONF                                 | C                                        | T                                        | PR                                       | PS                                       | DP                                       | TD                                       | STR                                      | PO                                       |
| ---------------------------------------- | ---------------------------------------- | ---------------------------------------- | ---------------------------------------- | ---------------------------------------- | ---------------------------------------- | ---------------------------------------- | ---------------------------------------- | ---------------------------------------- | ---------------------------------------- | ---------------------------------------- | ---------------------------------------- | ---------------------------------------- | ---------------------------------------- | ---------------------------------------- | ---------------------------------------- | ---------------------------------------- | ---------------------------------------- |
| Green Bay Packers                        | 12                                       | 4                                        | 0                                        | 75%                                      | 5-1                                      | 83,3%                                    | 9-3                                      | 75%                                      | 3-1                                      | 8-0                                      | 4-4                                      | 486                                      | 348                                      | 138                                      | 58                                       | V-2                                      | Div                                      |
| Detroit Lions                            | 11                                       | 5                                        | 0                                        | 68,8%                                    | 5-1                                      | 83,3%                                    | 9-3                                      | 75%                                      | 2-2                                      | 7-1                                      | 4-4                                      | 321                                      | 282                                      | 39                                       | 35                                       | P-1                                      | WC                                       |
| Minnesota Vikings                        | 7                                        | 9                                        | 0                                        | 43,8%                                    | 1-5                                      | 16,7%                                    | 6-6                                      | 50%                                      | 1-3                                      | 5-3                                      | 2-6                                      | 325                                      | 343                                      | -18                                      | 35                                       | V-1                                      |                                          |
| Chicago Bears                            | 5                                        | 11                                       | 0                                        | 31,3%                                    | 1-5                                      | 16,7%                                    | 4-8                                      | 33,3%                                    | 1-3                                      | 2-6                                      | 3-5                                      | 319                                      | 442                                      | -123                                     | 40                                       | P-5                                      |                                          |

## Statistiche
| Andamento in stagione regolare                                                                    |    |    |    |    |    |    |    |    |    |    |    |    |    |    |    |    |    |
| Settimana                                                                                         | 1  | 2  | 3  | 4  | 5  | 6  | 7  | 8  | 9  | 10 | 11 | 12 | 13 | 14 | 15 | 16 | 17 |
| Luogo                                                                                             | T  | C  | T  | C  | T  | C  | T  | T  | C  | R  | T  | C  | C  | C  | T  | T  | C  |
| Risultato                                                                                         | V  | P  | P  | V  | P  | P  | P  | V  | V  | R  | P  | P  | V  | V  | P  | P  | V  |
| Posizione                                                                                         | 1ª | 2ª | 3ª | 2ª | 3ª | 4ª | 4ª | 4ª | 3ª | 3ª | 4ª | 4ª | 3ª | 3ª | 3ª | 3ª | 3ª |
| Luogo: C = Casa; T = Trasferta. Risultato: V = Vittoria; N = Pareggio; S = Sconfitta. R = Riposo. |    |    |    |    |    |    |    |    |    |    |    |    |    |    |    |    |    |

| Classifiche di lega  |             |                |               |
| Categoria            | Yard totali | Yard a partita | Posizione NFL |
| Attacco sui passaggi | 3.244       | 202,8          | 28ª           |
| Attacco su corsa     | 1.804       | 112,8          | 14ª           |
| Totale attacco       | 5.048       | 315,5          | 27ª           |
| Difesa sui passaggi  | 3.572       | 223,3          | 7ª            |
| Difesa su corsa      | 1.943       | 121,4          | 25ª           |
| Totale difesa        | 5.515       | 344,7          | 14ª           |

| Leader della squadra       |                       |        |
| Categoria                  | Giocatore             | Valore |
| Yard passate               | Teddy Bridgewater     | 2.919  |
| Touchdown passati          | Teddy Bridgewater     | 14     |
| Yard corse                 | Matt Asiata           | 570    |
| Touchdown su corsa         | Adrian Peterson       | 9      |
| Ricezioni                  | Greg Jennings         | 59     |
| Yard ricevute              | Greg Jennings         | 742    |
| Touchdown ricevuti         | Greg Jennings         | 6      |
| Punti totali               | Blair Walsh           | 107    |
| Yard su ritorno di kickoff | Cordarrelle Patterson | 871    |
| Yard su ritorno di punt    | Marcus Sherels        | 297    |
| Tackle totali              | Robert Blanton        | 106    |
| Sack                       | Everson Griffen       | 12     |
| Intercetti                 | Harrison Smith        | 5      |
| Fumble forzati             | Anthony Barr          | 2      |

## Staff
| Staff dei Minnesota Vikings 2014 |
| --- |
| Organi dirigenziali Proprietà - Proprietario/Azionista di maggioranza: Zygi Wilf - Proprietario/Presidente: Mark Wilf - Proprietario/Vice-Azionista di maggioranza: Leonard Wilf - Partner di Azionariato: Jeffrey Wilf, Reggie Fowler, Alan Landis, David Mandelbaum Staff esecutivo - General Manager: Rick Spielman - Assistente del General Manager: George Paton - Vice Presidente degli Affari Pubblici & Sviluppo dello Stadio: Lester Bagley - Vice Presidente delle Operazioni legate al Football: Rob Brzezinski - Vice Presidente delle Vendite & Marketing e Direttore del Marketing: Steve LaCroix - Vice Presidente delle Finanze e Direttore Finanziario: Steve Poppen - Vice Presidente degli Affari Legali e Direttore Amministrativo: Kevin Warren Consulenti - Consulente: Bud Grant - Consulente Storico del Team: Fred Zamberletti - Consulente Stadio e Sviluppo Immobiliare: Don Becker Scouting staff - Direttore dello Scouting Collegiale: Jamaal Stephenson - Direttore dello Scouting Professionistico: Ryan Monnens Capo allenatore - Mike Zimmer Altri allenatori - Coordinatore dello sviluppo della forza e della condizione: Tom Kanavy - Assistente dello sviluppo della forza e della condizione: Aaron McLaurin e Martin Streight Allenatori dell'attacco - Coordinatore dell'attacco: Norv Turner - Quarterback: Scott Turner - Running Back: Kirby Wilson - Wide Receiver: George Stewart - Assistente Wide Receiver/Controllo Qualità: Klint Kubiak - Tight End: Kevin Stefanski - Offensive Line: Jeff Davidson Allenatori della difesa - Coordinatore della difesa: George Edwards - Defensive Line: Andre Patterson - Assistente Defensive Line: Robb Akey - Linebacker: Adam Zimmer - Defensive Back: Jerry Gray - Assistente della difesa: Jeff Howard - Assistente Defensive Back/Controllo Qualità: Jonathan Gannon Allenatori dello special team - Coordinatore dello Special Team: Mike Priefer - Assistente dello Special Team: Ryan Ficken |

## Roster finale
| Roster dei Minnesota Vikings 2014 |
| --- |
| Quarterback - 5 Teddy Bridgewater - 7 Christian Ponder Running Back - 44 Matt Asiata - 23 Joe Banyard - 42 Jerome Felton FB - 33 Henry Josey - 48 Zach Line FB Wide Receiver - 15 Greg Jennings - 12 Charles Johnson - 84 Cordarrelle Patterson KR - 19 Adam Thielen - 17 Jarius Wright Tight End - 85 Rhett Ellison - 86 Chase Ford - 82 Kyle Rudolph Offensive Linemen - 61 Joe Berger C/OG - 60 Carter Bykowski OT - 62 Vladimir Ducasse OG - 79 Michael Harris OT - 74 Charlie Johnson OG - 75 Matt Kalil OT - 65 John Sullivan C - 72 Austin Wentworth OT - 66 David Yankey OG Defensive Linemen - 95 Scott Crichton DE - 73 Sharrif Floyd DT - 97 Everson Griffen DE - 92 Tom Johnson DT - 98 Linval Joseph NT - 96 Brian Robison DE - 93 Shamar Stephen DT - 94 Justin Trattou DE - 99 Corey Wootton DE Linebacker - 54 Jasper Brinkley MLB - 57 Audie Cole MLB - 52 Chad Greenway OLB - 50 Gerald Hodges OLB - 51 Josh Kaddu OLB - 58 Brandon Watts OLB Defensive Back - 36 Robert Blanton SS - 26 Ahmad Dixon SS - 32 Antone Exum SS - 24 Captain Munnerlyn CB - 27 Shaun Prater CB - 39 Jabari Price CB - 29 Xavier Rhodes CB - 21 Josh Robinson CB - 34 Andrew Sendejo SS - 35 Marcus Sherels CB/PR - 22 Harrison Smith FS Special Team - 18 Jeff Locke P - 46 Cullen Loeffler LS - 3 Blair Walsh K Lista delle riserve - 55 Anthony Barr OLB (IR) - 16 Matt Cassel QB (IR) - 49 Dom DeCicco OLB (IR) - 63 Brandon Fusco OG (IR) - 8 Chandler Harnish QB (IR) - 71 Phil Loadholt OT (IR) - 56 Michael Mauti MLB (IR) - 31 Jerick McKinnon RB (IR) - 28 Adrian Peterson Susp. - 41 Mistral Raymond SS (IR) - 78 Antonio Richardson OT (IR) - 64 Josh Samuda OG (IR) Squadra di allenamento - 59 Justin Anderson MLB - 13 Kain Colter WR - 6 Pat Devlin QB - 76 Isame Faciane DT - 11 Donte Foster WR - 67 Zac Kerin C - 64 Jordan McCray OG - 89 Ryan Otten TE - 20 Dominique Williams RB 53 attivi, 12 inattivi, 9 nella squadra di allenamento |
| Legenda - I rookie sono in corsivo. - Il primo ruolo è il principale mentre gli eventuali successivi indicano i ruoli secondari. - (IR) sta per Injured Reserve ed indica la lista ristretta per un solo giocatore infortunato che può tornare ad allenarsi dopo la settimana 6 e a rientrare in prima squadra dopo che questa ha giocato 8 partite. - (NF-Inj.) / (NF-Ill.) stanno rispettivamente per Non-Football Injured e Non-Football Illness ed indicano le liste dove viene inserito un giocatore che ha un infortunio o una malattia non dipendente dal football americano. - (PUP) sta per Physically Unable to Perform ed indica la lista dove viene inserito un giocatore mentre è in attesa di recuperare la condizione fisica. Nella stagione regolare dopo la sesta partita giocata dalla propria squadra, il giocatore ha tempo tre settimane per riprendere ad allenarsi, più tre settimane aggiuntive dal suo rientro agli allenamenti per rientrare in prima squadra. |

## Premi individuali

### Premi settimanali e mensili
- Anthony Barr:

difensore della NFC della settimana 8
- Teddy Bridgewater:

miglior rookie delle settimane 4 e 13
- Everson Griffen:

difensore della NFC del mese di ottobre
- Adam Thielen:

giocatore degli special team della NFC della settimana 13